# Ustavni sud Republike Hrvatske
Ustavni sud Republike Hrvatske jest institucija koja je ustanovljena Ustavom Republike Hrvatske, a koja jamči njegovo poštovanje i primjenu. Svoje djelovanje temelji na odredbama Ustava i Ustavnog zakona o Ustavnom sudu i Poslovniku Ustavnog suda.
Ustavni sud neovisan je o svim tijelima državne vlasti i ne spada niti u izvršnu, niti u zakonodavnu, niti u sudsku vlast: prema nekim pravnim teoretičarima, Ustavni sud predstavlja četvrtu vlast, a prema drugima on je iznad triju vlasti.

## Izbor sudaca Ustavnog suda
Ustavni sud Republike Hrvatske čini trinaest sudaca koje bira Hrvatski sabor dvotrećinskom većinom glasova ukupnog broja zastupnika iz reda istaknutih pravnika, osobito sudaca, državnih odvjetnika, odvjetnika i sveučilišnih profesora pravnih znanosti, na način i u postupku propisanim ustavnim zakonom. Izmjenama i dopunama Ustava Republike Hrvatske 2010. godine ranija odredba koja je tražila natpolovičnu većinu glasova svih zastupnika Hrvatskog sabora za izbor sudaca Ustavnog suda, postrožena je i sada Ustav propisuje dvotrećinsku većinu. 
Za sudca Ustavnog suda može se izabrati osobu koja je hrvatski državljanin, diplomirani pravnik s najmanje 15 godina radnog iskustva u pravnoj struci koja se u toj struci istakla znanstvenim ili stručnim radom ili svojim javnim djelovanjem.
Osoba koja je stekla doktorat pravnih znanosti može se izabrati za sudca Ustavnog suda ako ima najmanje 12 godina radnog iskustva u pravnoj struci.
Postupak izbora sudaca Ustavnog suda pokreće odbor Hrvatskoga sabora nadležan za Ustav objavom poziva u Narodnim novinama pravosudnim institucijama, pravnim fakultetima, odvjetničkoj komori, pravničkim udrugama, političkim strankama, drugim pravnim osobama i pojedincima da predlože kandidate za izbor jednog ili više sudaca Ustavnog suda. Pojedinac može i sam sebe predložiti kao kandidata. U pozivu se navode uvjeti za izbor sudaca Ustavnog suda određeni Ustavom i Ustavnim zakonom, rok za podnošenje prijedloga kandidata nadležnom odboru, te prilozi koji moraju biti dostavljeni uz prijedlog. Nakon proteka roka nadležni odbor ispituje ispunjavaju li kandidati uvjete za izbor sudaca Ustavnog suda i nepravovaljane kandidature odbacuje.
Nadležni odbor obavlja javni razgovor sa svakim kandidatom koji ispunjava uvjete za izbor za sudca Ustavnog suda i na temelju prikupljenih podataka i rezultata razgovora sastavlja listu kandidata koji ulaze u uži izbor za sudce Ustavnog suda. Lista kandidata u pravilu sadržava više kandidata od broja sudaca Ustavnog suda koji se bira. Nadležni odbor, uz svoj prijedlog, dostavlja Hrvatskom saboru listu svih kandidata koji ispunjavaju uvjete za izbor sudca Ustavnog suda. Prijedlog nadležnog odbora mora sadržavati obrazloženje iz kojeg je razvidno zašto je odbor pojedinom kandidatu dao prednost pred ostalim kandidatima.
Zastupnici Hrvatskoga sabora glasuju pojedinačno o svakom predloženom kandidatu. Predloženi kandidat za sudca Ustavnog suda smatra se izabranim sudcem Ustavnog suda ako za njega glasuje dvije trećine od ukupnog broja zastupnika Hrvatskoga sabora.
Mandat sudca Ustavnog suda počinje teći od dana stupanja na dužnost. Predsjednik Ustavnog suda dužan je šest mjeseci prije isteka mandata sudca Ustavnog suda izvijestiti o tome predsjednika Hrvatskoga sabora.
Prije nego što stupe na dužnost sudci Ustavnog suda polažu pred predsjednikom Republike Hrvatske ovu prisegu: "Prisežem svojom čašću da ću se u obavljanju dužnosti sudca Ustavnog suda Republike Hrvatske pridržavati Ustava i zakona Republike Hrvatske i da ću savjesno obavljati svoju dužnost."

## Sastav
Mandat sudca Ustavnog suda traje osam godina, a produžuje se do stupanja na dužnost novog sudca u slučaju da do njegova isteka novi sudac nije izabran ili nije stupio na dužnost, a iznimno najdulje do šest mjeseci. sudci između sebe tajnim glasovanjem biraju predsjednika, kojemu mandat traje četiri godine, te može biti ponovno izabran. 
sudci Ustavnog suda Republike Hrvatske ne mogu obavljati nijednu drugu javnu ni profesionalnu dužnost. Sveučilišni nastavnik (docent, izvanredni i redoviti profesor) pravnih znanosti izabran za sudca Ustavnog suda može, izvan radnog odnosa i u smanjenom opsegu, nastaviti obavljati nastavu i znanstveni rad kao sveučilišni nastavnik pravnih znanosti.
U smislu Ustavnog zakona ne smatra se javnom, odnosno profesionalnom dužnošću ni druga znanstvena i stručna djelatnost, niti člansko djelovanje u institutima i udrugama pravnika, kao ni u humanitarnim, kulturnim, sportskim i drugim udrugama.
Sudac Ustavnog suda ne smije biti član nijedne političke stranke niti svojim javnim djelovanjem i postupanjem smije iskazivati osobnu naklonost prema bilo kojoj političkoj stranci.
Trenutačni sudci Ustavnog suda Republike Hrvatske jesu: 
- dr. sc. Miroslav Šeparović, predsjednik Ustavnog suda
- dr. sc. Mato Arlović, zamjenik predsjednika Ustavnog suda
- Andrej Abramović
- Sanja Bezbradica Jelavić
- Dražen Bošnjaković
- Ante Galić
- prof. dr. sc. Biljana Kostadinov
- Lovorka Kušan
- izv. prof. dr. sc. Maša Marochini Zrinski
- mr. sc. Rajko Mlinarić
- dr. sc. Goran Selanec
- prof. dr. sc. Frane Staničić
- Miroslav Šumanović

## Bivši predsjednici Ustavnog suda
- dr. sc. Jadranko Crnić (1991. – 1999.)
- dr. sc. Smiljko Sokol (1999. – 2003.)
- dr. sc. Petar Klarić (2003. – 2007.)
- dr. sc. Željko Potočnjak (2007. – 2008.) - privremeni predsjedavajući sudac
- dr. sc. Jasna Omejec (2008. – 2016.)

## Bivši sudci Ustavnog suda
- Zdravko Bartovčak (1991. – 1999.)
- dr.sc. Velimir Belajec (1994. – 2001.)
- dr.sc. Nikola Filipović (1991. – 1999.)
- Marijan Hranjski (1999. – 2007.)
- Ante Jelavić Mitrović (1991. – 1999.)
- Mario Kos (2001. – 2009.)
- mr.sc. Vojislav Kučeković (1991. – 1999.)
- Jurica Malčić (1994. – 2002.)
- mr.sc. Hrvoje Momčinović (1991. – 1999.)
- Ivan Mrkonjić (1999. – 2007.)
- dr.sc. Željko Potočnjak (2001. – 2009.)
- Agata Račan (2001. – 2009.)
- Emilija Rajić(1999. – 2007.)
- Ivan Marijan Severinac (1991. – 1999.)
- mr.sc. Nevenka Šernhorst (2002. – 2011.)
- Vice Vukojević (1999. – 2007.)
- Milan Vuković (1991. – 1992./1995. – 1997./1999. – 2007.)
- Mladen Žuvela (1991. – 1999.)
- dr. sc. Marko Babić (2007. – 2016.)
- Slavica Banić (2008. – 2016.)
- akademik Davor Krapac (2007. – 2016.)
- Ivan Matija (1999. – 2007./2007. – 2016.)
- dr. sc. Aldo Radolović (2007. – 2016.)
- dr. sc. Duška Šarin (2008. – 2016.)
- Antun Palarić (2009. – 2017.)
- Ingrid Antičević-Marinović (2016. – 2024.)
- Josip Leko (2016. – 2024.)
- dr. sc. Snježana Bagić (2007. – 2024.)
- Davorin Mlakar (2016. – 2024.)
- dr. sc. Branko Brkić (2016. – 2024.)
- doc. dr. sc. Mario Jelušić (2008. – 2024.).[1]

## Imunitet
sudci Ustavnog suda imaju imunitet kao i zastupnici u Hrvatskom saboru. Sudac Ustavnog suda ne može biti pozvan na kaznenu odgovornost, pritvoren ili kažnjen za izraženo mišljenje ili glasovanje u Ustavnom sudu. Sudac Ustavnog suda ne može biti pritvoren niti se protiv njega može pokrenuti kazneni postupak bez odobrenja Ustavnog suda te može biti pritvoren bez odobrenja Ustavnog suda samo ako je zatečen da čini kažnjivo djelo za koje je propisana kazna zatvora u trajanju dužem od pet godina. U takvom slučaju državno tijelo, koje je sudca Ustavnog suda pritvorilo, dužno je o tome odmah obavijestiti predsjednika Ustavnog suda. Ustavni sud sam može odlučiti da sudac Ustavnog suda protiv kojeg je pokrenut kazneni postupak ne obavlja dužnosti u Ustavnom sudu dok taj postupak traje. 

## Prestanak dužnosti sudca Ustavnog suda
Sudac Ustavnog suda može biti razriješen dužnosti prije isteka vremena na koje je izabran ako to sam zatraži ako bude osuđen na zatvorsku kaznu zbog počinjenoga kaznenog djela, ako trajno izgubi sposobnost da obavlja svoju dužnost. Postojanje razloga za razrješenje sudca Ustavnog suda prije isteka mandata utvrđuje Ustavni sud i o tome izvješćuje predsjednika Hrvatskoga sabora.
Ako sudac Ustavnog suda zatraži da bude razriješen dužnosti, a Hrvatski sabor ne donese odluku o tom zahtjevu u roku od tri mjeseca od dana podnošenja zahtjeva, sudcu Ustavnog suda dužnost prestaje po sili Ustavnog zakona istekom roka od tri mjeseca od dana podnošenja zahtjeva.
Sud koji je izrekao zatvorsku kaznu dužan je bez odgode dostaviti pravomoćnu presudu Ustavnom sudu, koji će o tome odmah izvijestiti predsjednika Hrvatskoga sabora. Prijedlog da se pokrene postupak radi utvrđivanja trajnog gubitka sposobnosti sudca Ustavnog suda da obavlja svoju dužnost Ustavnom sudu podnosi njegov predsjednik.Postupak radi utvrđivanja trajnog gubitka sposobnosti predsjednika Ustavnog suda, Ustavnom sudu predlažu tri njegova sudca, a odluka se donosi većinom glasova svih sudaca.
Tijekom postupka u dva prethodno opisana slučaja sudac Ustavnog suda može biti udaljen od obavljanja dužnosti. Odluku o udaljenju donosi, na prijedlog predsjednika Ustavnog suda, Ustavni sud većinom glasova svih sudaca. Prijedlog za udaljenje predsjednika Ustavnog suda podnose tri sudca. Odluku o prijedlogu za udaljenje predsjednika Ustavnog suda donosi Ustavni sud većinom glasova svih sudaca.
Sudac Ustavnog suda kome je prestala sudačka dužnost zbog isteka mandata ima pravo na mirovinu pod istim uvjetima kako je to određeno za zastupnike u Hrvatskom saboru. Sudac Ustavnog suda koji je razriješen dužnosti prije isteka vremena na koje je izabran na osobno traženje ili zbog toga što je trajno izgubio sposobnost da obavlja svoju dužnost ima pravo na mirovinu pod istim uvjetima.

## Djelokrug
Nadležnosti Ustavnog suda Republike Hrvatske su sljedeće:
- odlučuje o suglasnosti zakona s Ustavom;
- odlučuje o suglasnosti drugih propisa s Ustavom i zakonom;
- može ocjenjivati ustavnost zakona te ustavnost i zakonitost drugih propisa koji su prestali važiti ako od tog prestanka do podnošenja zahtjeva ili prijedloga za pokretanje postupka nije prošlo više od godine dana;
- odlučuje povodom ustavnih tužbi protiv pojedinačnih odluka državnih tijela, tijela jedinica lokalne i područne (regionalne) samouprave te pravnih osoba s javnim ovlastima kad su tim odlukama povrijeđena ljudska prava i temeljne slobode, kao i pravo na lokalnu i područnu (regionalnu) samoupravu zajamčeni Ustavom Republike Hrvatske;
- prati ostvarivanje ustavnosti i zakonitosti te o uočenim pojavama neustavnosti i nezakonitosti izvješćuje Hrvatski sabor;
- rješava sukob nadležnosti između tijela zakonodavne, izvršne i sudbene vlasti,
- odlučuje, u skladu s Ustavom, o odgovornosti Predsjednika Republike,
- nadzire ustavnost programa i djelovanja političkih stranaka i može, u skladu s Ustavom, zabraniti njihov rad;
- nadzire ustavnost i zakonitost izbora i državnog referenduma i rješava izborne sporove koji nisu u djelokrugu sudova;
- prati ostvarivanje ustavnosti i zakonitosti te o uočenim pojavama neustavnosti i nezakonitosti izvješćuje Hrvatski sabor;
- ako utvrdi da nadležno tijelo nije donijelo propis za izvršenje odredaba Ustava, zakona i drugih propisa, a bilo je dužno takav propis donijeti, o tome Ustavni sud obavještava Vladu, a o propisima koje je bila dužna donijeti Vlada, obavještava Hrvatski sabor;
- na prijedlog Vlade Republike Hrvatske, donosi odluku kojom predsjednik Hrvatskog sabora preuzima dužnost privremenog predsjednika Republike u slučaju duže spriječenosti predsjednika Republike zbog bolesti ili nesposobnosti, a posebno ako Predsjednik Republike nije u stanju odlučiti o povjeravanju dužnosti privremenom zamjeniku;
- daje prethodno odobrenje za pritvor i za pokretanje kaznenog postupka protiv Predsjednika Republike;
- odlučuje o žalbi protiv odluke Državnog sudbenog vijeća o razrješenju sudca sudačke dužnosti, te odlučuje o žalbi protiv odluke Državnoga sudbenog vijeća o stegovnoj odgovornosti sudca, sve u roku od 30 dana od dana primitka žalbe (odluka isključuje pravo na ustavnu tužbu)

## Poveznica
- Ustavni sud

## Vanjska poveznica
- Službene stranice Ustavnog suda RH

45°49′00″N 15°58′24″E / 45.816705665279°N 15.973407626152°E